# 시크 케밥
시크 케밥(힌디어: सीख कबाब 시크 카바브, 우르두어·파슈토어: سیخ کباب 시흐 카바브, 벵골어: শিক কাবাব 시크 카바브)은 남아시아의 다진 고기 케밥이다. 다진 고기를 잘 뭉친 뒤 꼬챙이에 꿰어서 망갈 또는 탄두르에서 구워 낸다.

## 이름
힌두스탄어 "시크/시흐(सीख/سیخ)"의 어원은 "꼬챙이"를 뜻하는 페르시아어 "시흐(سیخ)"이다. "케밥"을 뜻하는 힌두스탄어 "카바브(कबाब, کباب)" 역시 페르시아어 "카바브(کباب)"에서 빌려온 말이며, 어원은 아랍어 "카밥(كباب)"이다. "시크 케밥"은 "꼬치 케밥"을 뜻한다.

## 사진

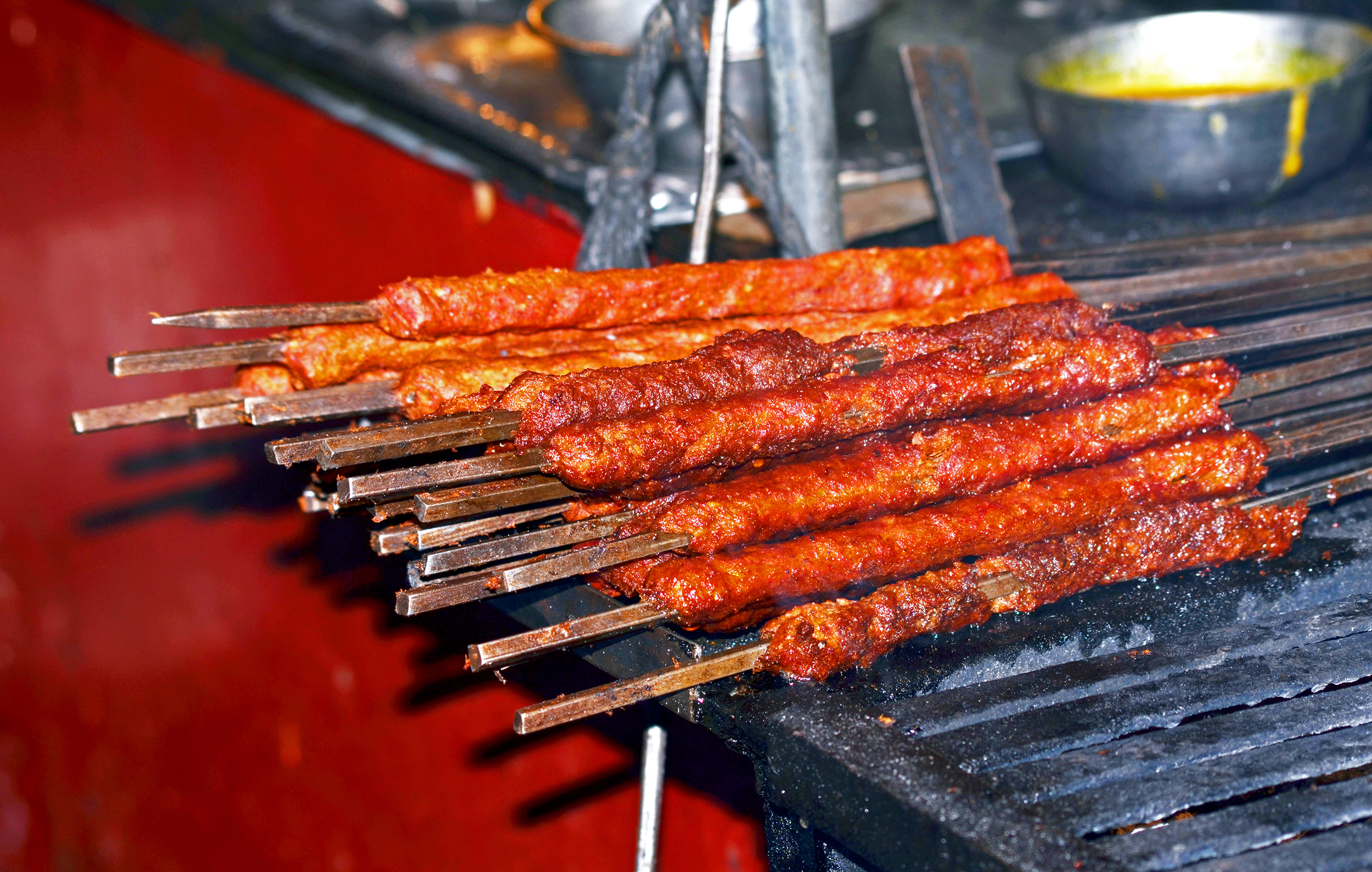
시크 케밥
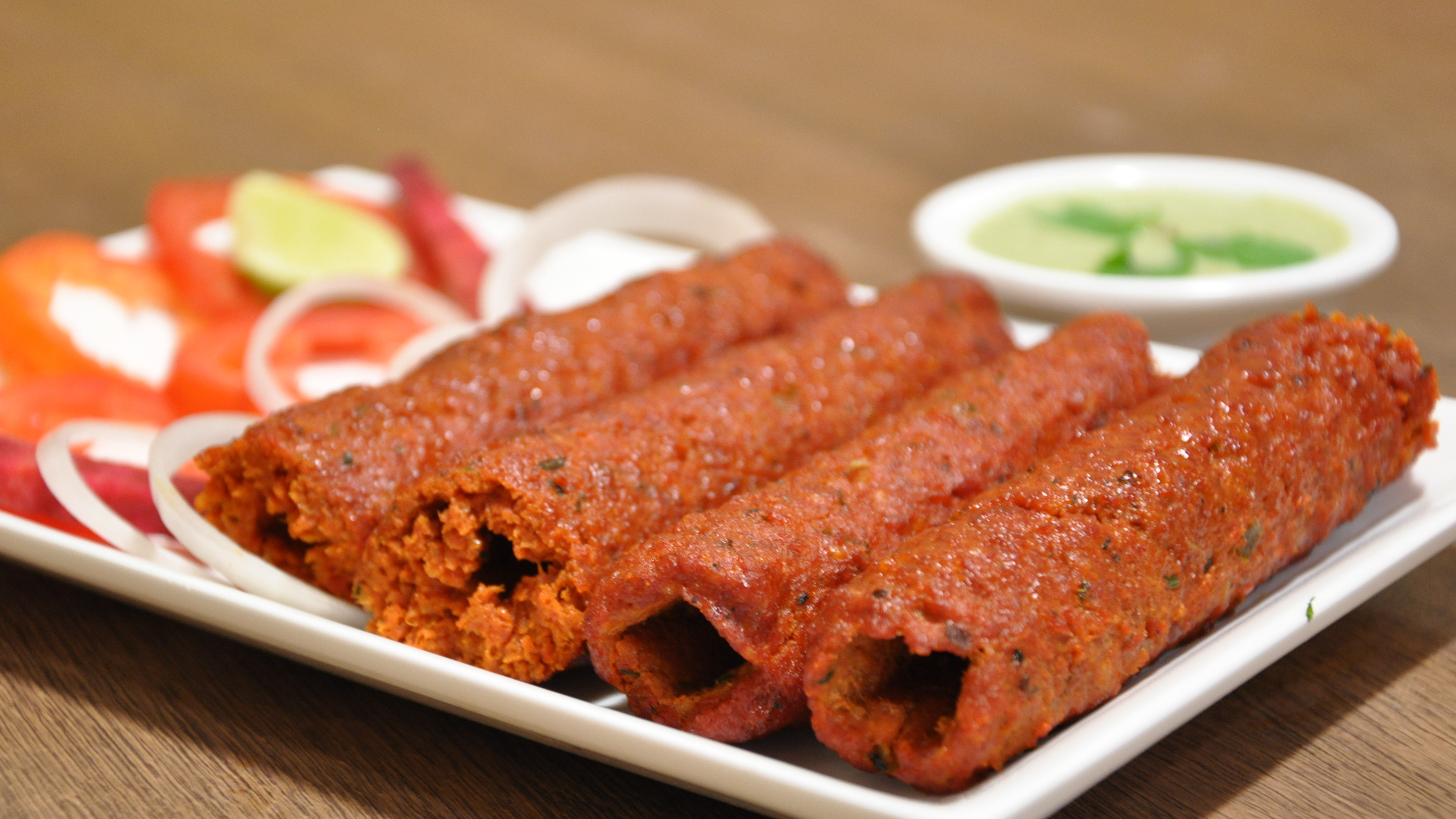
양고기 시크 케밥

## 같이 보기
- 시시 케밥
- 룰라 케밥
- 아다나 케밥
- 첸제 케밥
- 쿠비데 케밥